# 尚佩 (上索恩省)
尚佩（法語：Champey，法語發音：[ʃɑ̃pɛ]）是法国上索恩省的一个市镇，属于吕尔区。

## 地理
尚佩（47°35'5"N, 6°40'50"E）面积11.3 平方千米，位于法国勃艮第-弗朗什-孔泰大區上索恩省，该省份为法国东部内陆省份，北起顺时针与孚日省、贝尔福地区省、杜省、汝拉省、科多尔省和上马恩省接壤。
与尚佩接壤的市镇（或旧市镇、城区）包括：贝尔韦讷、勒韦尔努瓦、夸斯沃、库尔蒙、吕兹、索尔诺、特雷曼。

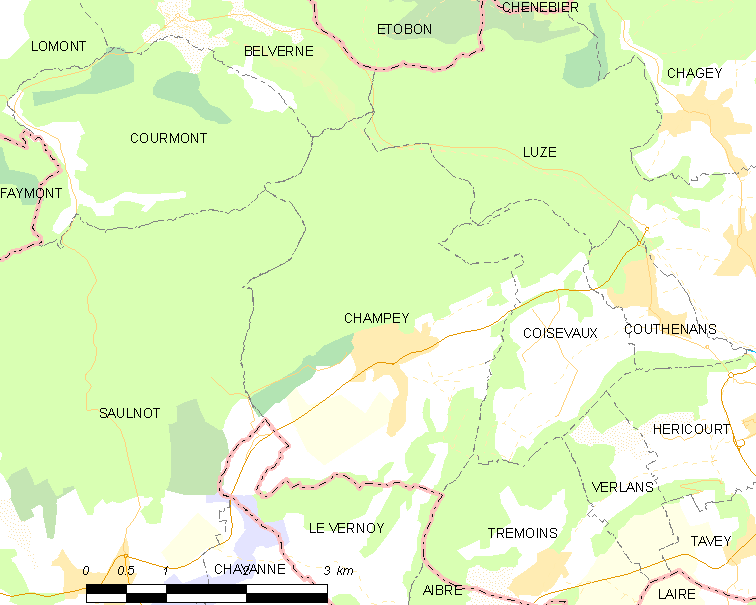
的OSM定位图

尚佩的时区为UTC+01:00、UTC+02:00（夏令时）。

## 行政
尚佩的邮政编码为70400，INSEE市镇编码为70121。

## 政治
尚佩所属的省级选区为埃里库尔第二县。

## 人口

1962-2008年间人口变化图示

尚佩于2022年1月1日时的人口数量为798人。